# Wehrkreis X (Hamburg)

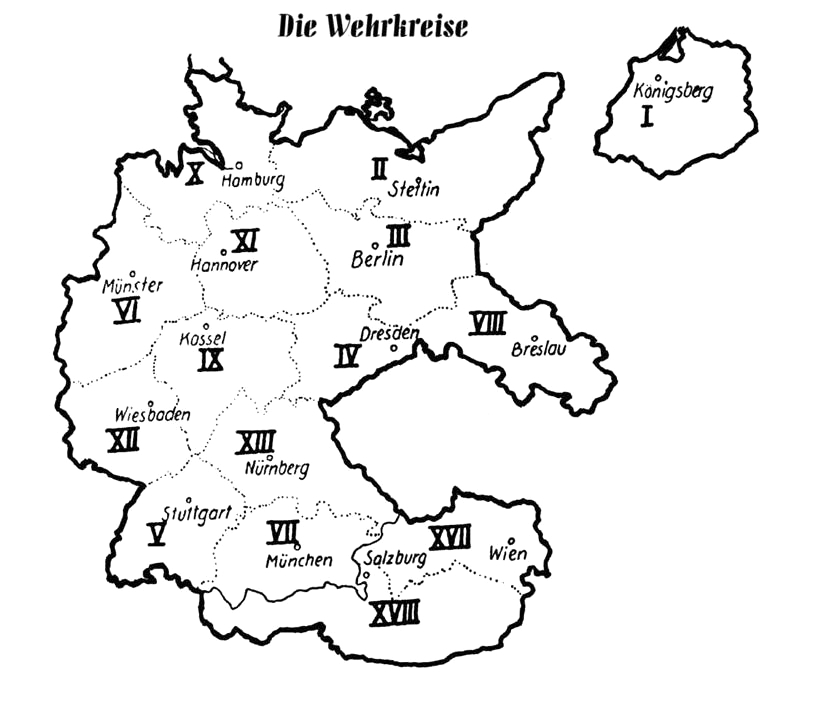
Die Wehrkreise des Deutschen Reiches nach dem „Anschluss“ Österreichs

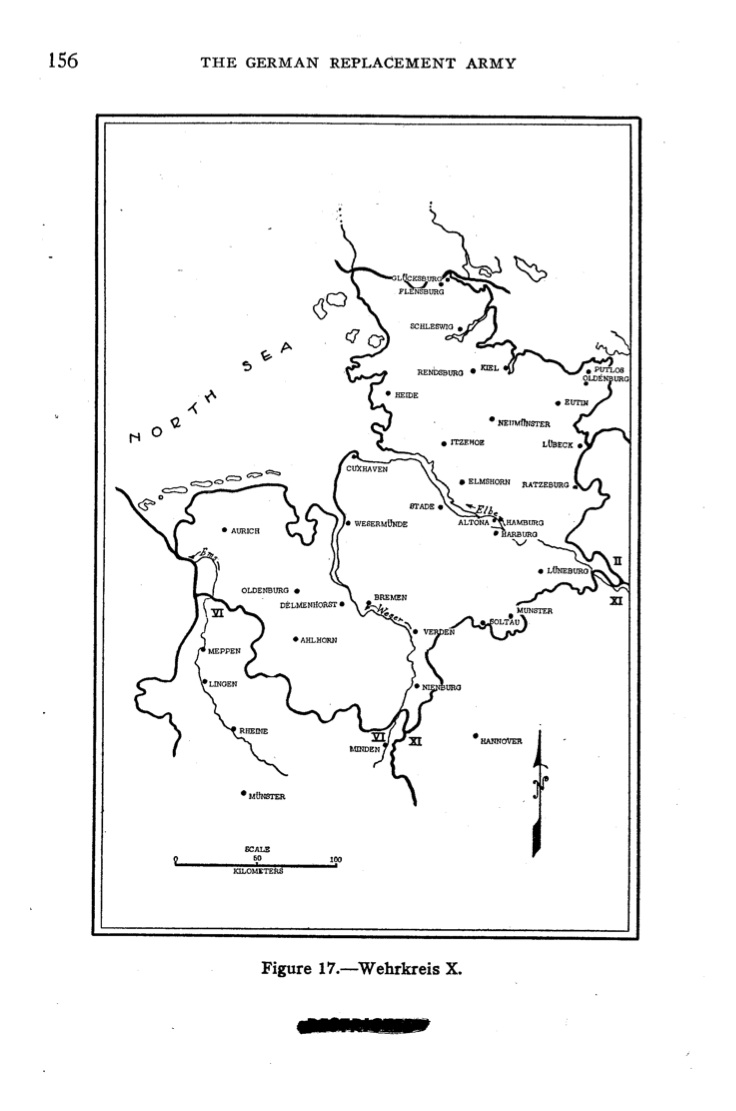
Karte des Wehrkreises X

Der Wehrkreis X (Hamburg) war eine territoriale Verwaltungseinheit der Wehrmacht während der Zeit des nationalsozialistischen Deutschen Reiches und bestand von 1935 bis 1945. Dem Wehrkreis oblag die militärische Sicherung des Raumes Schleswig-Holstein, Hannover-Nord, Bremen und Hamburg sowie die Ersatzgestellung und Ausbildung von Personal für das Heer in diesem Gebiet. Der Wehrkreis X umfasste drei Wehrersatzbezirke (Schleswig-Holstein, Hamburg und Bremen).

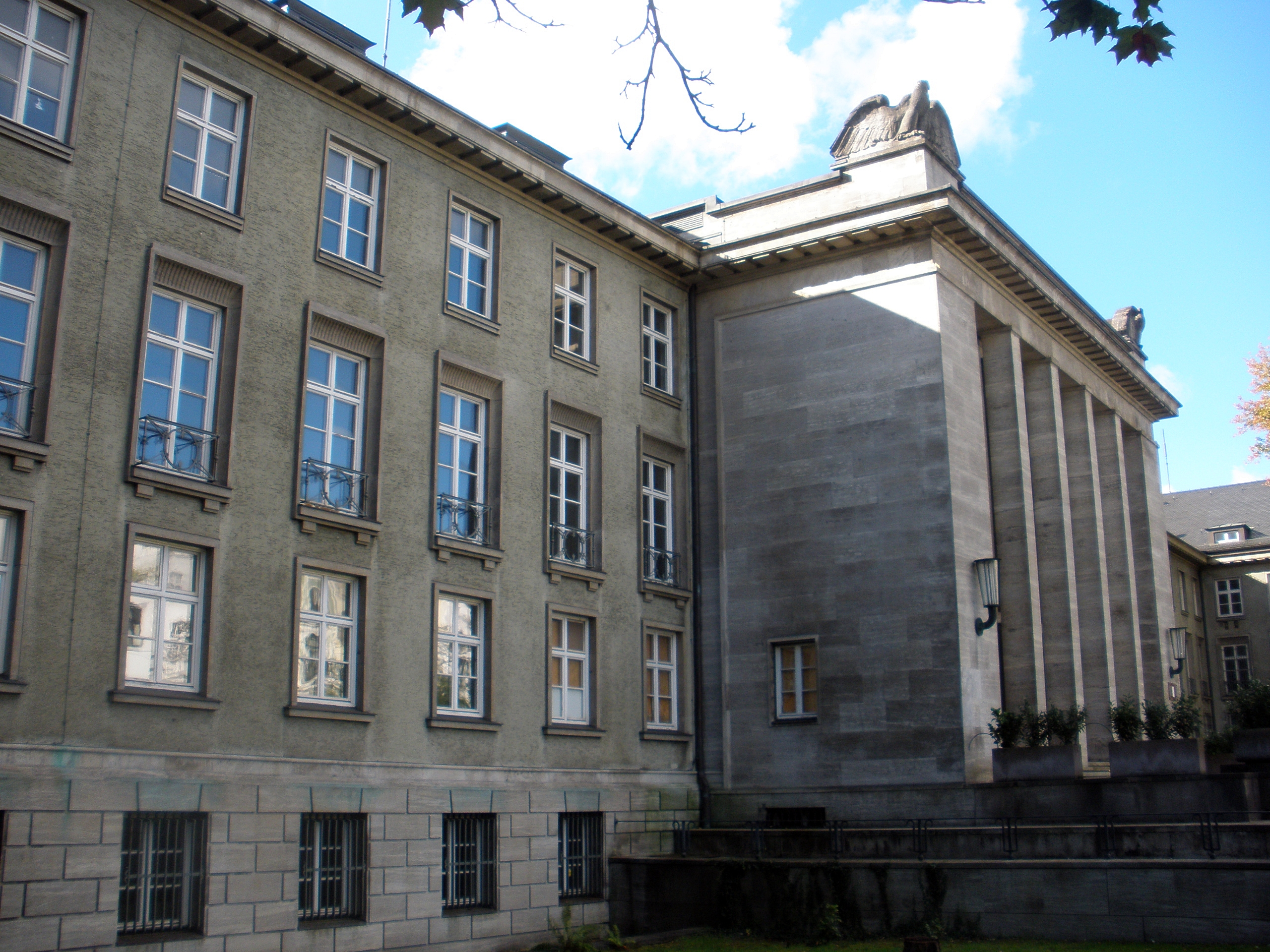
Generalkommando des Wehrkreises X in Hamburg

Das Hauptquartier befand sich in Hamburg in einem ab 1935 errichteten monumentalen Gebäude an der Sophienterrasse in Hamburg-Harvestehude.

## Befehlshaber
Die Befehlshaber des Wehrkreises X waren:
- Wilhelm Knochenhauer 1935–1939
- Erich Lüdke 1939–1940
- Maximilian Schwandner 1940
- Peter Weyer 1940–1941, später zum Befehlshaber des Wehrkreises I ernannt
- Erich Raschick 1941–1944
- Wilhelm Wetzel 1944–1945

## Kriegsgefangenenlager
Dem Wehrkreis X waren die folgenden Kriegsgefangenenlager zugeordnet:
- Stalag X A Schleswig (in Schleswig-Holstein)
  - Stammlager X Az Kaltenkirchen
- Stalag X B Sandbostel (in Niedersachsen)
- Stalag X C Nienburg/Weser (in Niedersachsen)
- Stalag X D (310) Wietzendorf (in Niedersachsen)
- Oflag X Hohensalza (im Wartheland, heute Polen)
- Oflag X A Itzehoe (in Schleswig-Holstein)
- Oflag X B Nienburg/Weser (in Niedersachsen)
- Oflag X C Lübeck (in Schleswig-Holstein)
- Oflag X D Hamburg-Fischbek
- Lager Schwarzer Weg der Gestapo in Wilhelmshaven (in Niedersachsen)

Die Kriegsgefangenenlager unterstanden seit dem 1. Juni 1940 dem Kommandeur der Kriegsgefangenen im Wehrkreis X. Dies war zunächst Generalmajor Wilhelm Schönberg und von April 1942 bis Dezember 1943 Generalmajor Walter Schade. Mit der Unterstellung des Kriegsgefangenenwesens unter die SS wurde Georg-Henning Graf von Bassewitz-Behr ab 1. Oktober 1944 Kommandeur der Kriegsgefangenen im Wehrkreis X.